# As-Safā und al-Marwa

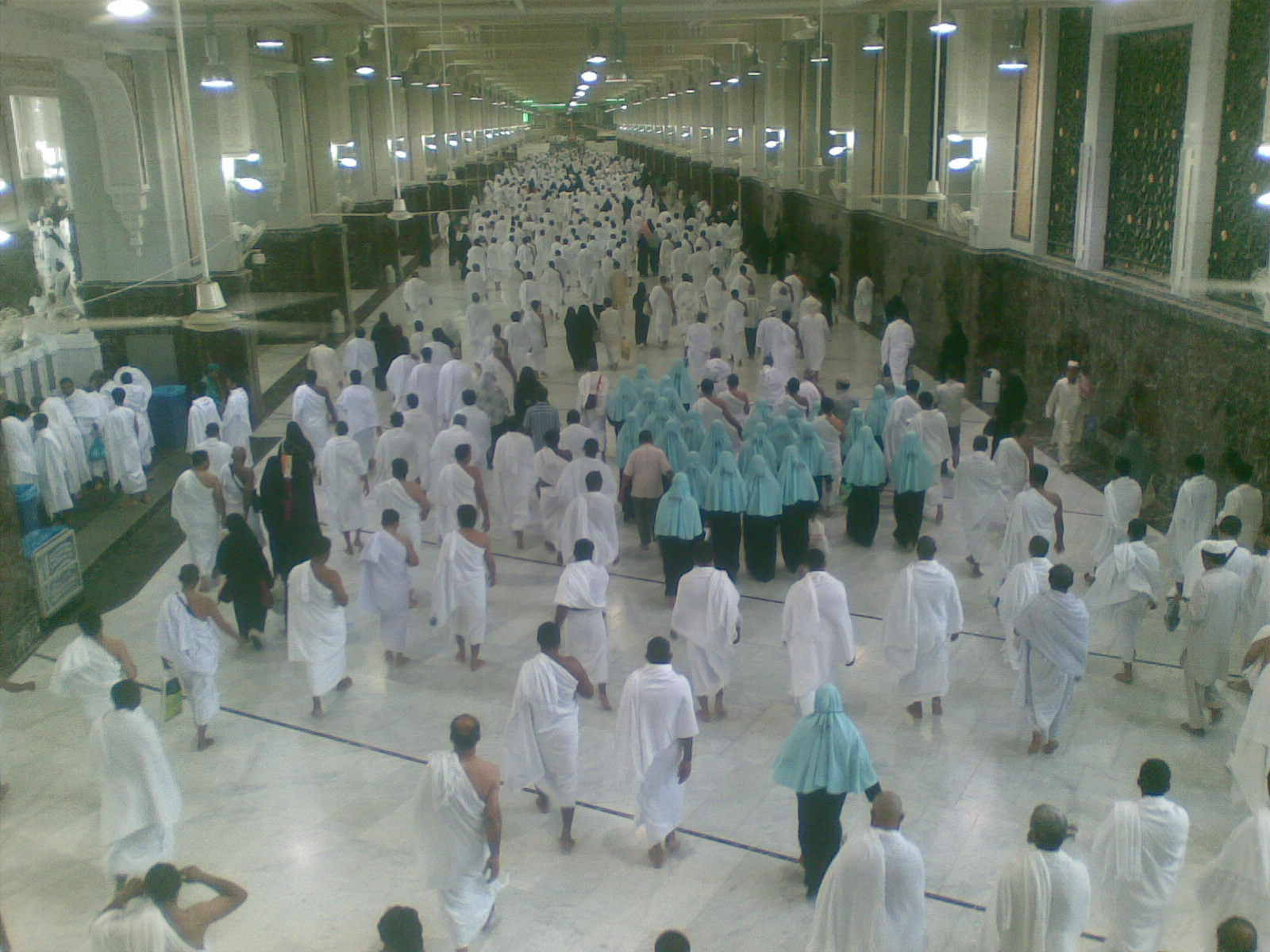
Pilger auf dem Masʿā zwischen as-Safā und al-Marwa

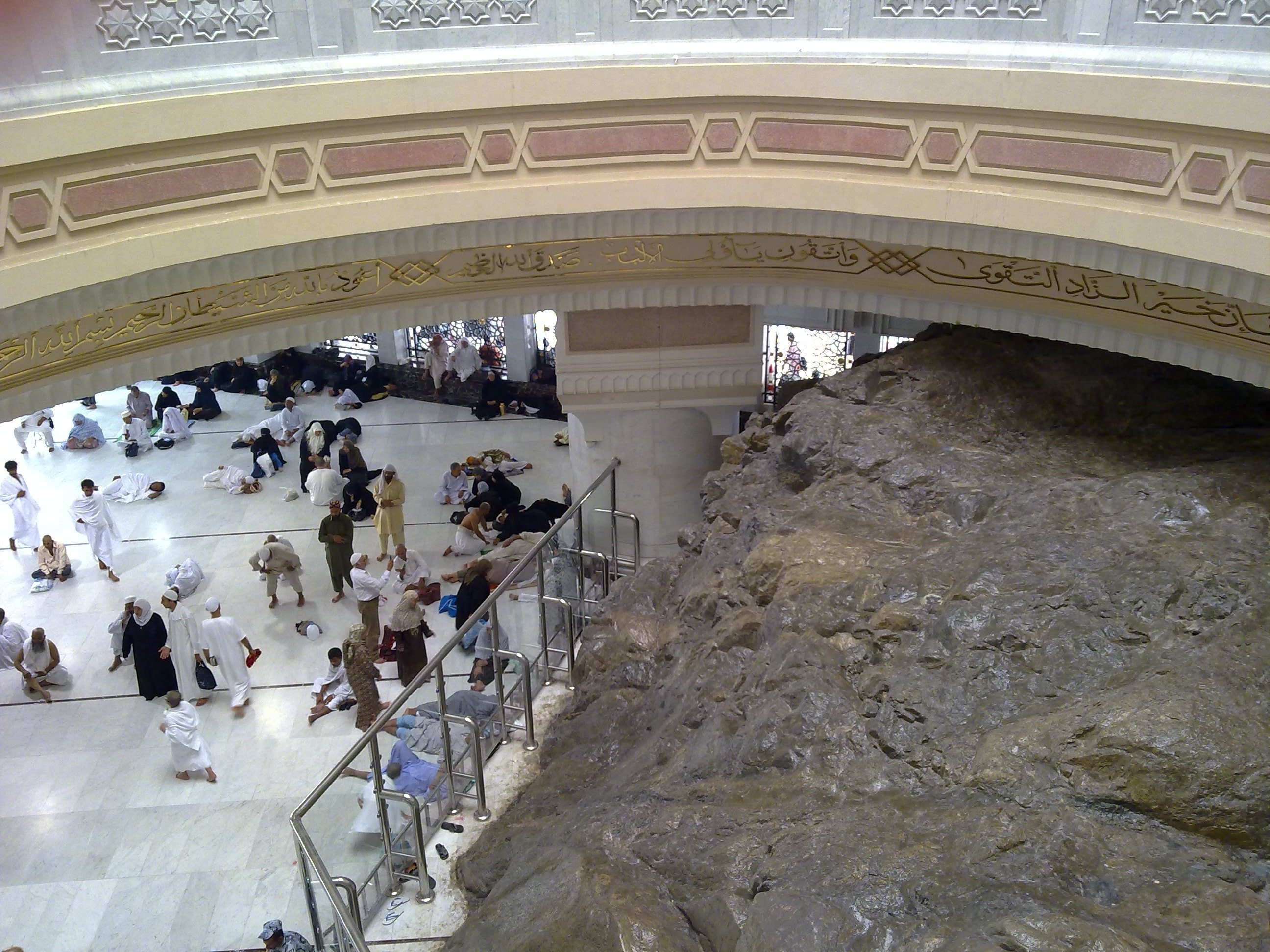
Der Hügel as-Safā im Bereich der al-Haram-Moschee

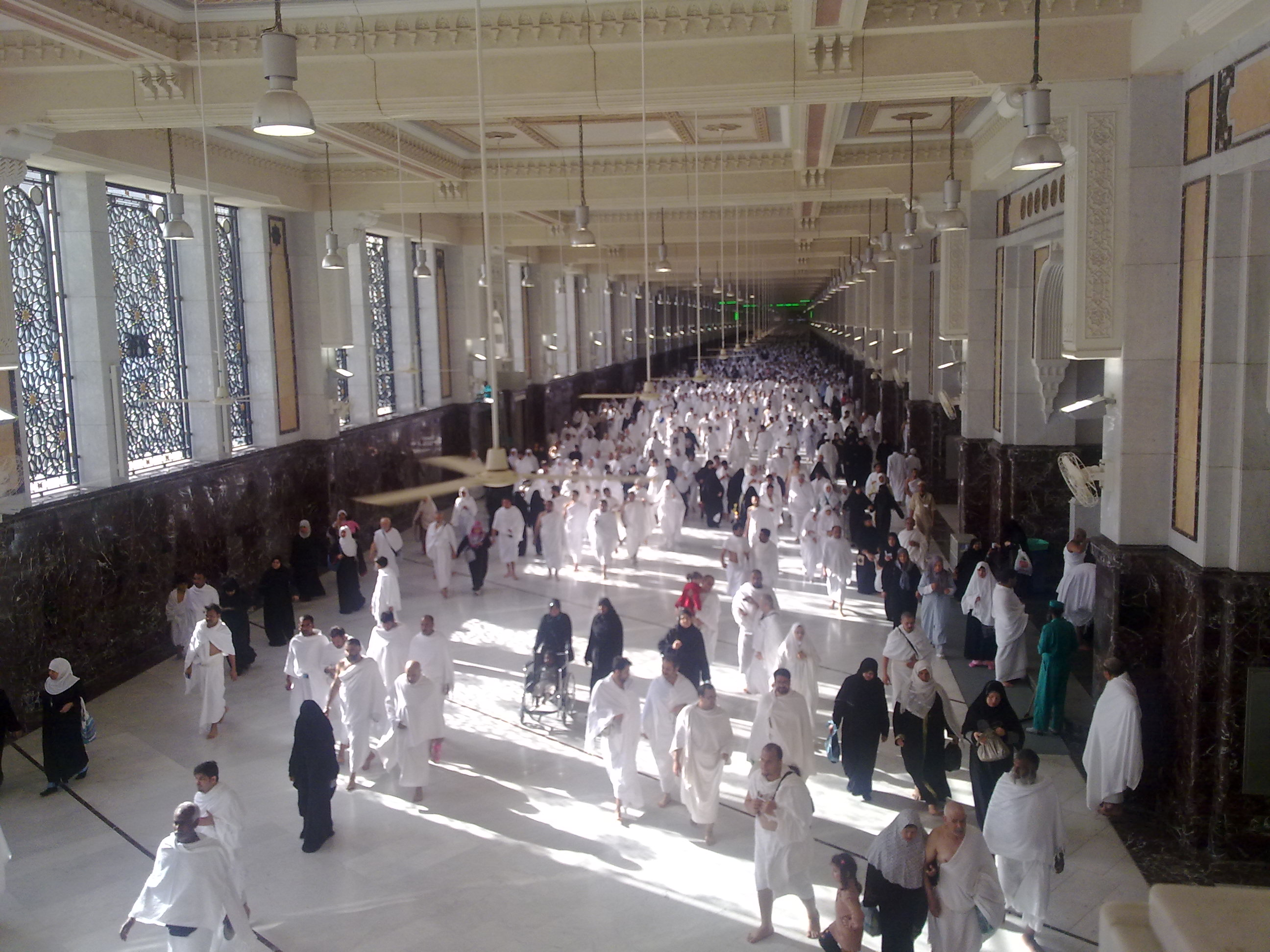
Pilger auf dem Weg zu as-Safā

Koordinaten: 21° 25′ N, 39° 50′ O
As-Safā und al-Marwa (arabisch الصفا والمروة, DMG aṣ-Ṣafā wa-l-Marwa) sind zwei 450 m auseinander stehende Hügel im Bereich der Heiligen Moschee von Mekka, zwischen denen Muslime im Rahmen der islamischen Haddsch- oder ʿUmra-Wallfahrt siebenmal hin- und herlaufen. Dieses Ritual, das nach dem Tawāf um die Kaaba vollzogen wird, heißt auf Arabisch Saʿy („Eilen, Laufen, Streben“), wird aber manchmal auch selbst als Tawāf bezeichnet. Die Strecke zwischen as-Safā und al-Marwa wird Masʿā („Ort des Eilens“) genannt.

## Geschichte
In vorislamischer Zeit wurden in Safa und Marwa eine Zeitlang die beiden Steinidole Isāf und Nāʾila verehrt. Nach der arabischen Überlieferung handelt es sich um ein Paar von Pilgern, das nach Mekka gekommen, in der Kaaba Unzucht getrieben hatte und deshalb versteinert worden war. Der Quraischit Qusaiy ibn Kilāb hatte die beiden Steine aber schon in vorislamischer Zeit zu dem Ort Zamzam bei der Kaaba verbracht, damit dort bei ihnen geopfert würde.
Als Mohammed vor der Eroberung Mekkas im Jahre 629 seine erste Pilgerfahrt (ʿUmra) nach Mekka vollzog, die sogenannte ʿumrat al-qadīya, (auch: ʿumrat al-qaḍāʾ) verrichtete er selbst den Lauf zwischen Safā und Marwa. Nach dem detaillierten Bericht bei Muhammad ibn Saʿd stellte der Prophet seine Opfertiere bei al-Marwa auf, ließ dort seine Haare durch Ḫirāš ibn Umayya rasieren und sagte: „dies ist der Opferort (manḥar), und alle Schluchten von Mekka sind Opferort. Dann schlachtete er bei al-Marwa (fa-naḥara ʿinda l-Marwa)“
Auf Bedenken der Muslime, den althergebrachten Lauf zwischen den beiden Hügeln im Rahmen des islamischen Wallfahrtsrituals weiterhin zu vollziehen, bezieht sich Sure 2 (al-Baqara), Vers 158, die die Erlaubnis zur Fortsetzung dieses Rituals erteilt. Hier heißt es:

„As-Safā und al-Marwa gehören zu den Kultsymbolen Gottes. Wenn einer die (große) Wallfahrt zum Hause (der Ka'ba) oder die Besuchsfahrt (ʿUmra) vollzieht, ist es für ihn keine Sünde, bei ihnen den Umgang zu machen.“

Das von den Koranexegeten und Traditionariern überlieferte Bedenken der Muslime gegen die weitere Ausübung der allgemein praktizierten vorislamischen Sitte, den Lauf bzw. den Umlauf an den beiden Hügeln zu machen, ist somit durch den obigen Koranvers ausgeräumt worden. Auch Mohammed hat diese vorislamische Sitte durch seine eigenen Worte als Teil der Wallfahrtszeremonien, als Sunna, bekräftigt: „Gott betrachtet weder eure Pilgerfahrt noch eure kleine Wallfahrt ʿUmra als vollständig, solange ihr den Lauf zwischen den beiden (Hügeln) nicht macht.“
Nach einem Hadith, der auf den Prophetengefährten Dschābir ibn ʿAbdallāh (st. 697) zurückgeführt wird, verrichtete Mohammed den Saʿy bei der Abschiedswallfahrt auf seinem Reitkamel, damit ihn die Leute dabei sehen konnten. Sowohl er als auch seine Gefährten sollen das Ritual bei dieser Gelegenheit nur einmal vollzogen haben.

## Islamische Überlieferung

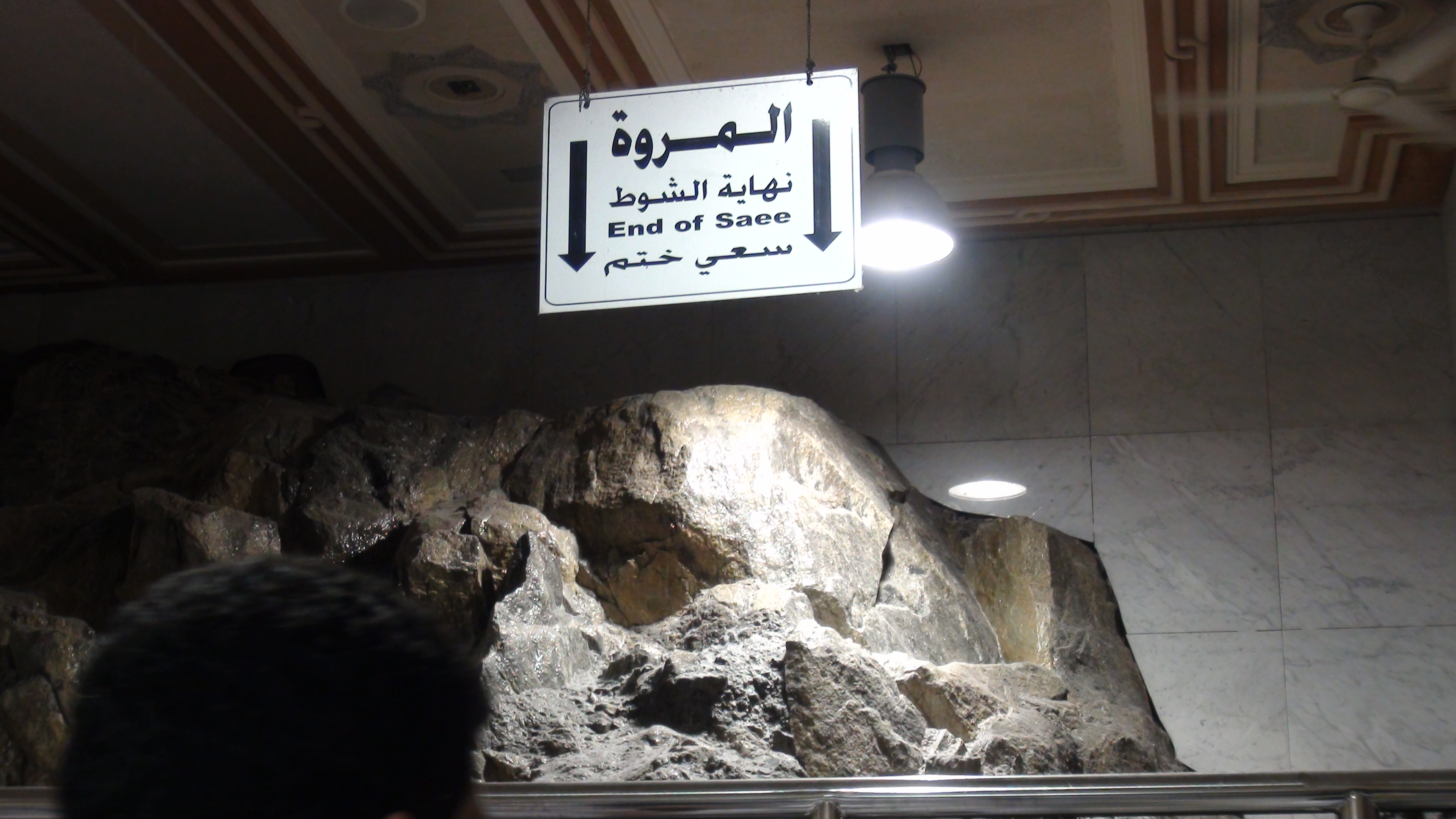
al-Marwa

In der islamischen Zeit erhielt der kultische Lauf zwischen den beiden Hügeln as-Safā und al-Marwa eine neue Gründungslegende, die ihn auf Hagar bezieht, die Magd Abrahams und Mutter von Ismael. Nach der islamischen Tradition bekam Abraham von Gott den Auftrag, Hagar und ihren kleinen Sohn nur mit dem Nötigsten alleine in der Wüste zwischen as-Safā und al-Marwa zurückzulassen, um seinen Glauben zu prüfen. Als ihnen der Proviant ausging, machte sich Hagar auf die Suche nach Hilfe und Wasser. Damit es einfacher und schneller ging, ließ sie ihren Sohn Ismael auf dem Boden zurück.
Zunächst bestieg sie den näher gelegenen Berg, as-Safā, um dort Ausschau zu halten. Als sie dort nichts fand, lief sie zu dem anderen Berg, al-Marwa, und hielt dort Ausschau. Wenn sie auf einem der Berge war, konnte sie Ismael sehen und wusste, dass es ihm gut ging, nicht jedoch, wenn sie sich im Tal zwischen den Bergen befand. So lief sie schnell, wenn sie im Tal war und während sie empor kletterte, lief sie in normalem Tempo. So lief sie siebenmal in der brütenden Hitze denselben Weg, bevor sie zu ihrem Sohn zurückkehrte. Als sie ankam, fand sie, dass dort, wo ihr schreiendes Kind mit seinem Fuß den Sand wegtrat, eine Quelle entsprang. Diese Quelle ist heute bekannt als Zamzam-Quelle und wurde laut Tradition von Gottes Engeln sowohl als Wasserquelle, als auch als Belohnung für Hagars Geduld hervorgebracht. Aus diesem Grund ist es den muslimischen Pilgern empfohlen, dieses Ritual des dreieinhalbmaligen Hin- und Herlaufens ebenfalls bei der Pilgerfahrt (am 10. Tag) durchzuführen.

## Belege
1. ↑  Vgl. al-Azraqī: Achbār Makka. Ed. Wüstenfeld 49f. Online verfügbar: http://archive.org/stream/diechronikender00wsgoog#page/n514/mode/2up
2. ↑  Vgl. Uri Rubin: "The Ka'ba: aspects of its ritual functions and position in Pre-Isamic and early Islamic times." In: Jerusalem Studies in Arabic and Islam. 8 (1986), S. 126.
3. ↑  Kitāb aṭ-ṭabaqāt al-kabīr. (Hrsg. Josef Horovitz. Brill, Leiden 1909), Band 2/1. S. 88, 15-18; Zusammenfassung in deutsche Sprache: S. XXXII; al-Wāqidī: Kitāb al-maġāzī. (Hrsg. Marsden Jones. London 1966), Band 2, S. 737
4. ↑  Vgl. dazu Theodor Nöldeke: Geschichte des Korans. Leipzig 1909. Bd. I. S. 177–178 mit seinem Verweis auf die Hadithliteratur
5. ↑  al-Buchari: Sahih, K. al-Ḥaǧǧ, 79; K. al-'Umra 10; bei Ibn Hadschar al-ʿAsqalānī : Fath al-bari, Bd. 3. S. 498–502; S. 614–615 (mit Kommentar)
6. ↑  Vgl. Ibn Hazm: Ḥiǧǧat al-wadāʿ. Ed. ʿAbd-al-Ḥaqq Ibn-Mulāḥiqī al-Turkmānī. Beirut 2008. S. 222f.
7. ↑  Tilman Nagel: Mohammed. Leben und Legende. Oldenbourg, München 2008, ISBN 978-3-486-58534-6, S. 949.
8. ↑  Müller, Anna: Vergleich der Pilgerreisen im Islam mit den Pilgerreisen der katholischen Christen, München : GRIN Verlag GmbH, 2009, ISBN 978-3-640-33141-3, S. 5